# ランドルフ・チャーチル夫人
ランドルフ・チャーチル夫人（Jeanette, Lady Randolph Churchill, 1854年1月9日 - 1921年6月9日）は、アメリカ生まれのイギリス人名士。最初の夫であるランドルフ・スペンサー＝チャーチル卿との間にイギリス首相ウィンストン・チャーチルをもうけた。
結婚まではジェニー・ジェローム（Jennie Jerome）、結婚後はレディー・ランドルフ・チャーチル（Lady Randolph Churchill）と称した。短くジェニー・ランドルフあるいはジェニー・チャーチル（Jennie Churchill）とも呼ばれる。ジェニーはジャネット（Jeanette）の短縮形である。夫ランドルフ卿は第7代モールバラ公爵ジョン・スペンサー＝チャーチルの三男であった。よって法的身分は平民であるが公爵家のヤンガーサンとして姓名に儀礼称号「卿」をつけて名乗る権利がある。その妻としての「レディ」の称号であり、貴族の夫人や令嬢としてのレディではない。
当時の最有力議員の1人ランドルフ卿の妻として夫と子の選挙運動を支え、2人の出世に大きく貢献した。チャーチルの研究者は、若きチャーチルが大物大臣になるまでの道は、この母の手腕に負うところが大きいと考えている。

## 独身時代

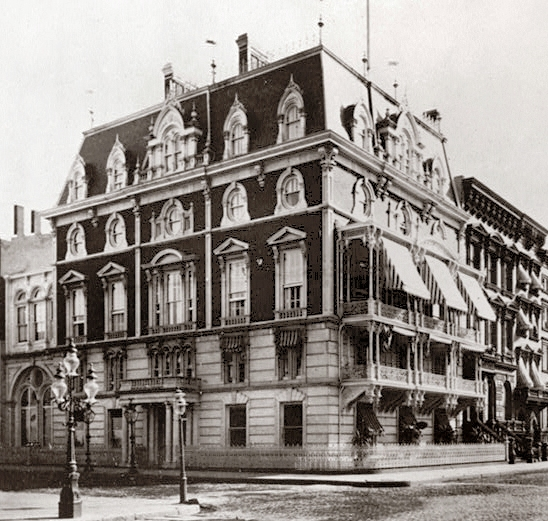
アメリカ・ニューヨークの生家

アメリカの大富豪の家庭に4人姉妹の次女として生まれる。ジェニーの父親レナード・ジェロームは銀行家で、18世紀初頭、アメリカへ移民したフランス系ユグノーの血筋であった。ジェニーの名前は、父が大のオペラ好きであったことからソプラノ歌手ジェニー・リンドにちなんでつけられたという。
19歳の時、父の所有する競艇場で、ランドルフ・スペンサー＝チャーチル（第7代マールバラ公ジョン・スペンサー＝チャーチルの三男）を紹介され、1874年にパリのイギリス大使館で結婚する。
新郎新婦は、初めて会ってから3日もせずに結婚を決めたが、当初は両家が反対したために数か月遅れることになった。
この結婚によって、ジェニーは「レディ・ランドルフ・チャーチル」の名前を得て、日常の場面ではレディー・ランドルフとして言及されるようになる。

## 結婚後

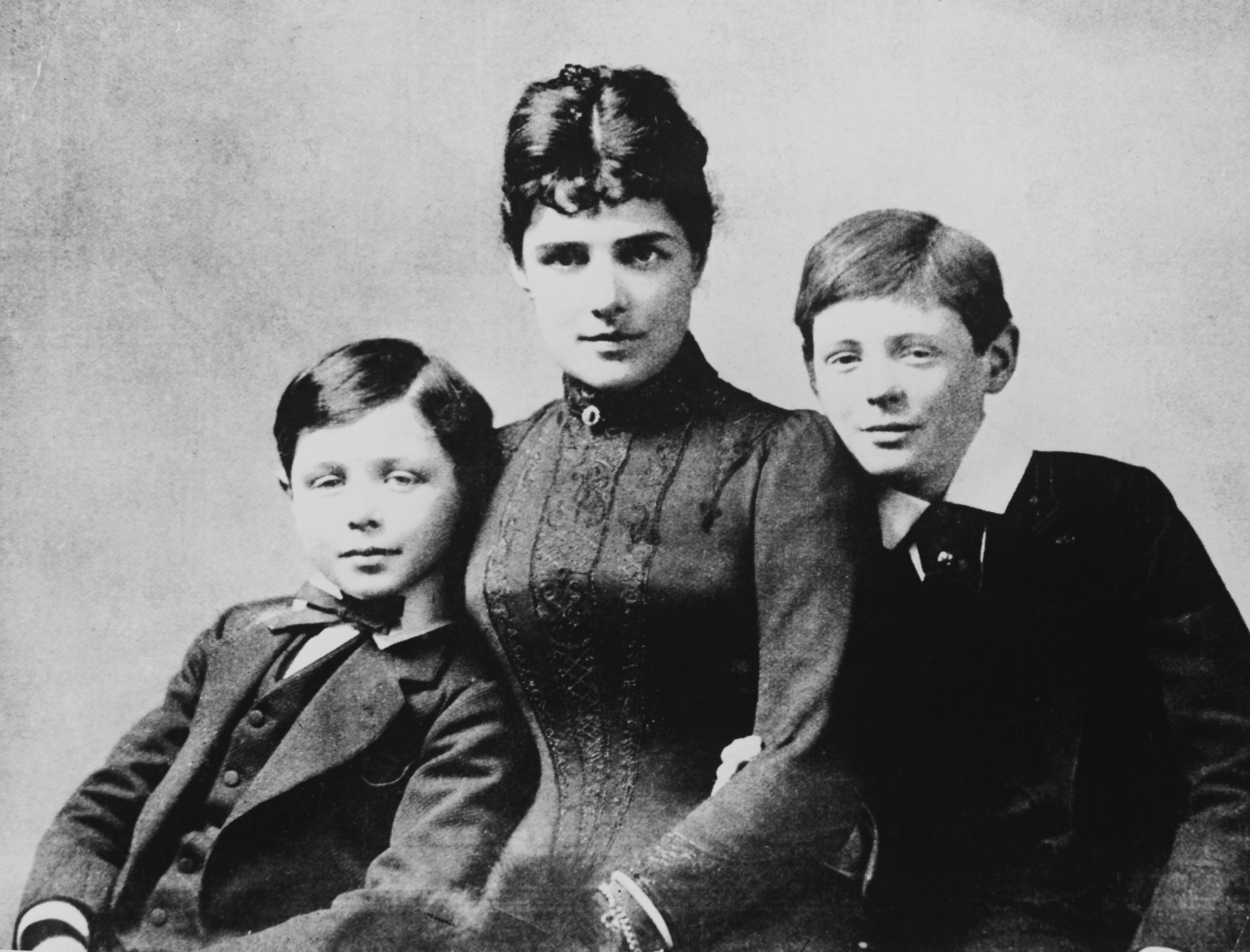
1889年、息子たちと

ジェニーは結婚から32週と5日で長男ウィンストン・チャーチル（1874年 - 1965年）を出産した。
通常よりも2ヶ月早いが、チャーチルの伝記作家は未熟児だったとは考えておらず、ジェニーが結婚する前に妊娠したと考えている。
当時の上流階級のならいとして、子育ての大部分は乳母が行い、ジェニーは育児にほとんど関わらなかった。ウィンストンは乳母のエヴェレスト夫人を大変慕ったが、同時に母を崇拝しており、寄宿制のハーロー校へ入学してからおびただしい量の手紙をジェニーへ送り、彼を訪ねてくれるように求めた。しかし彼女は滅多にウィンストンを訪問しなかった。ウィンストン・チャーチルは自伝で「彼女は夜空の星のようだった。私は心から彼女を愛したが、彼女は遠くに隔たっていた」と書いている。
しかしジェニーは、母としては学業から健康まで気を配り事細かに助言を与え、チャーチルと厳格な父ランドルフ卿との間を取り持ち、手紙のやり取りを通じてチャーチルを見守っていた。そして成人したウィンストンとジェニーは良い友人となり、強い絆で結ばれた。
ウィンストンにとって、ジェニーは政治的な師であり、母というよりは姉として見ていたようである。
また大物議員の妻としては、ジェニーは夫を出世させるために活発に運動し、選挙事務の細々した手配、議会演説の代筆、有力者との調整まで行い、イギリス上流階級や政治サークルの中に入り、最も高位の人々と社交を深めた。ジェニーは結婚して以降、イギリスの全総理大臣、全ての閣僚と友人になったと言われる。
一方で、ランドルフ夫婦は次の子供をなかなか作らなかった。理由は諸説あるが一つには結婚後まもなく夫が深刻な体調不良に悩まされるようになったためとも言われている。そしてウィリアム・マンチェスターによれば、ジェニーはその代わりに数多くの貴族と愛人の関係になった。このためジェニーの姉妹は、第二子ジョン・ストレンジ(1880–1947)を身ごもった時も近衛隊のイングランド貴族エヴリン・ボスコーエンの子だったと信じていた。この第二子ジョンも懐妊の時期が正確であれば早産だったことになる。
ジェニーは夫との結婚中、100人を超える貴族や王族と通じていたと考えられており、その中には、ヘルベルト・フォン・ビスマルク（鉄血宰相の異名で知られるドイツ帝国首相ビスマルクの息子で外務次官、外務大臣）、エドワード7世（当時はプリンス・オブ・ウェールズ）、カレル・アンドレアス・キンスキー（8代目キンスキー・フォン・ヴヒニッツ・ウント・テッタウ伯爵）らが含まれている。夫のランドルフ卿は妻のふるまいを知りながら、これらの密会を黙認していたという。
比較的知られた噂では、卿がジェニーを黙認していたのは彼が性病に感染してしまったためというものがあり、それも夫人から夫への感染だったとする。それによれば、夫人は1874年の新婚早々から夫以外と関係を持っており、第一子妊娠中から屋敷の召使いとも交わり、召使が保菌者だったということである。
もっとも、性病の噂についてロンドンのチャーチルセンターはジェニーや息子二人に症状がないことから支持していない。
後年のジェニーの回想では、当時の数多くの愛人の噂について、彼女を貶めるための社交界の噂にすぎないと否定している。たとえばキンスキー伯爵とは長時間2人で会ったこともないのに社交界の人々が根拠の無いうわさを広めたものとしている。
また少なくともジェニーは多くの悪い噂があった一方で、接した多くの人に強く好ましい印象を与えていた。強烈な個性の持ち主でありながら、常に周囲を笑いで包み、周囲を魅了し引き込み、尊敬もされていた。その印象について、ある男性貴族は、力強く自信にあふれ、女とは思えない肉食獣のような獰猛さがあり、素晴らしかったと語っている。のちのイギリス王妃アレクサンドラも、ジェニーの性格を好み、夫の愛人だったことを知っていたにもかかわらず、ジェニーと同じ卓を囲むことを特別楽しんだという。
ランドルフ卿が1895年に亡くなっても、ジェニーは社交界での立場を失うことがなかった。活動の幅を広げ、演劇の脚本を書いたり雑誌を発行したり、病院船に乗ってボーア戦争の傷兵を見舞うなどしており、後年この看護活動を称えるとしてエドワード7世から「貴婦人」（Dame of grace）の称号を送られている。
夫の死の5年後、ジェニーは近衛隊長ジョージ・コーンウォリス＝ウェスト（1874年 - 1951年）と再婚した。新郎は侯爵家と伯爵家の血を引く名門の跡継ぎだったが、まだ社交界で知られておらず、ジェニーにとっては長男のウィンストンと同じ歳で、奇しくも誕生日は16日しか違わなかった。この夫婦は1912年から別居し1914年に離婚した。きっかけは夫が不倫をしたためだという。
ジェニーは離婚すると「レディ・ランドルフ」として扱われることを好み、再び正式の名前を「レディー・ランドルフ・チャーチル」（Lady Randolph Churchill）とした。
64歳のときにはイギリス軍人モンタギュー・ポーチと再々婚した。この3度目の夫は英保護領北部ナイジェリアの高官で、第一次世界大戦後に戦地から本国に帰還したばかりで、ウィンストンより3歳若かった。2人の結婚はジェニーが亡くなるまで続いた。
1921年、67歳の時、転倒したときの出血が元で、ロンドンの自宅で死去し、遺体は最初の夫ランドルフの眠るチャーチル家の墓に「ジェニー・ランドルフ・チャーチル（Jennie Randolph Churchill）」として葬られた。
ジェニーはランドルフ卿との結婚中、夫以外の男性と関係を噂されたが、ランドルフ卿とウィンストンを出世させるためにあらゆる手をつくし、自らの使える権力を夫のために用いており、夫の演説の多くを筆記した。40代の再婚、60代の再再婚では、そのような献身は示さなかったようである。

## 伝記
- 1908年に自叙伝『レディ・ランドルフ・チャーチルの回想録』を出版した。
- 英公共放送チャンネル4『レディ・ランディ〜チャーチルの母』（2009年）ではマーガレット・アン・ベインが演じた。
- 映画『戦争と冒険』（1972年）ではアン・バンクロフトが演じた。
- 英BBC製作「ジェニー:レディ・ランドルフ・チャーチル」 (1974年)では、リー・レミックが演じ、翌年の第33回ゴールデングローブ賞テレビ部門の主演女優賞と英国アカデミー賞テレビ部門主演女優賞を受賞し、76年のエミー賞にノミネートされた[1]。
- カクテルの「マンハッタン」の発明に関与したという伝説がある。1874年のニューヨーク州知事選挙でサミュエル・J・ティルデンの当選を祝してジェニーがバーテンダーに依頼したことが起源なのだという。しかし当時ジェニーはすでに妊娠中でイギリスにおり、翌月にはウィンストンを出産しているので信憑性は低い。一般的にはニューヨーク民主党協会が発明者とされている。
- 英語書籍での伝記が数点ある。

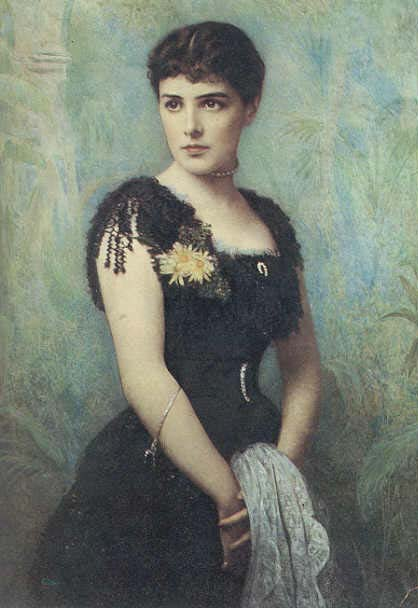
1880年の絵画
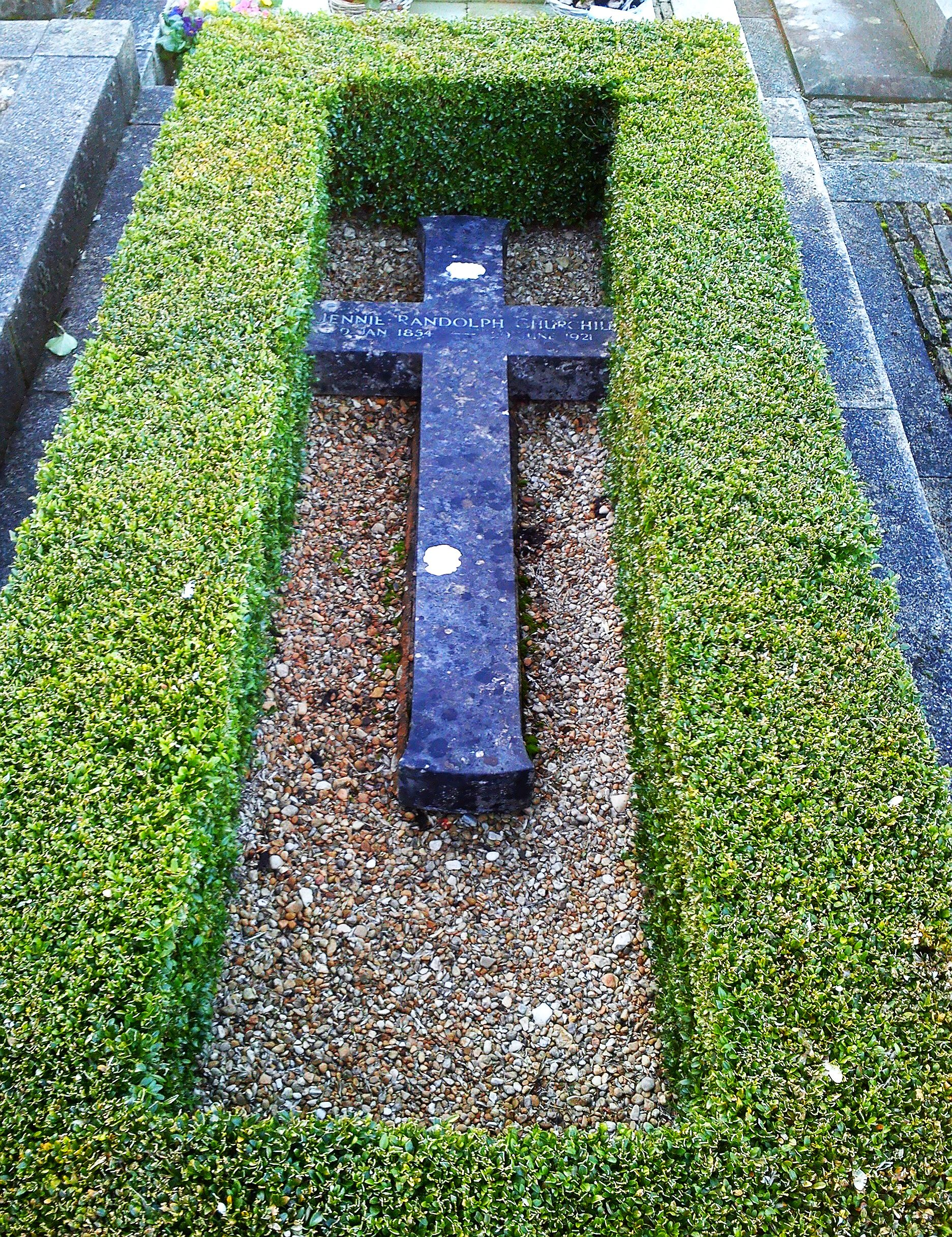
墓地